# Галактичний антицентр

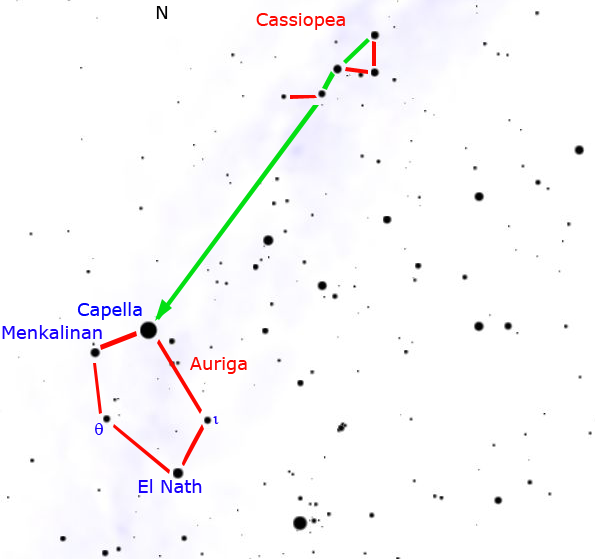
Вигляд сузір'я Візничого (Auriga).

Галактичний антицентр — це теоретична точка на небі, розташована прямо протилежно до центру галактики Чумацький Шлях. Оскільки ця точка є відносною, її розташування варіюватиметься залежно від розташування спостерігача; насправді вона не є якоюсь по-справжньому статичною точкою в космічному просторі. Переважно цей термін вживають для означення антицентру з точки зору земного спостерігача. Крім того, точки на небі не закріплені за певною скінченною площею; іншими словами, два об'єкти у різних галактиках можуть бути розташовані у галактичному антицентрі водночас, допоки вони розташовані у напрямку, прямо протилежному до розташування галактичного центру з точки зору спостерігача (це можна порівняти із тим, як зорі із єдиного сузір'я можуть бути цілковито непов'язаними між собою, незважаючи на те, що візуально вони видаються дуже близькими).
З перспективи спостерігача на Землі, галактичний антицентр перебуває в межах сузір'я Візничого, а зоря Бета Тельця (також відома як Елнат) є найближчою до цієї точки яскравою зіркою.
Користуючись термінологією галактичної системи координат, можна сказати, що галактичний центр у сузір'ї Стрільця відповідає довготі 0°, тоді як галактичний антицентр розташований докладно на 180°. В екваторіальній системі координат антицентр розташований за координатами, приблизно, R.A. 05h 46m, Dec. +28° 56'.